# Liste des entraîneurs et présidents de Hyères Toulon Var Basket
Ce tableau présente la liste des entraîneurs et présidents de Hyères Toulon Var Basket :

## Entraîneurs
| Rang | Nom                    | Période     |
| ---- | ---------------------- | ----------- |
| 1    | Pierre Galle           | 1992 - 1994 |
| 2    | Jean-Louis Borg        | 1994 - 2005 |
| 3    | Jean-Michel Sénégal    | 2005 - 2006 |
| 4    | Francis Charneux       | 2006 - 2007 |
| 5    | Frédéric Wiscart-Goetz | 2007        |
| 6    | Alain Weisz            | 2007 - 2012 |
| 7    | Jean-Aimé Toupane      | 2012 - 2013 |
|      | Laurent Legname        | 2013 - 2015 |
|      | Kyle Milling           | 2015 - 2017 |
|      | Emmanuel Schmitt       | 2017 - 2018 |
|      | Valentin Castel        | 2018 - 2019 |
|      | Jean-Christophe        | 2019 - 2020 |
|      | Vincent Chetail        | 2020 - 2021 |
|      | Laurent Sciarra        | 2021 - 2022 |
|      | Pierre Tavano          | Depuis 2022 |

## Présidents
| Rang | Nom                   | Période            |
| ---- | --------------------- | ------------------ |
| 1    | Jean-Luc Théry        | 1993 - 2003        |
| 2    | Marie-Hélène Lafanour | 2003 - 2004        |
| 3    | Fabrice Veyrat        | 2004 - 2010        |
| 4    | Philippe Aubry        | 2010 - 2011        |
| 5    | Roland Palacio        | 2011 - 2015        |
|      | Christian Giannini    | 2015 - 2019,       |
|      | Gérard Grasser        | 2019 - 2021,       |
|      | Gilles Garcia         | Depuis 2021 - 2022 |
|      | Vincent Masingue      | 2022 -             |